# Acanthocinus angulosus
Acanthocinus angulosus là một loài bọ cánh cứng trong họ Cerambycidae.